# Лоссовский, Николай Александрович
Николай Александрович Лоссовский (1837 — не ранее 1917) — российский юрист, следователь, судья, товарищ председателя Петроградского коммерческого суда, состоящий за обер-прокурорским столом департаментов Сената, действительный статский советник.

## Биография
Из потомственных дворян Невельского уезда Витебской губернии. Католик. Сын подполковника и кавалера, невельского уездного предводителя дворянства, помещика Александра Иосифова (Осипова) Лоссовского. Внук невельского поветового маршала, коллежского советника и кавалера Иосифа Александрова Невельского.
Окончил полный курс С.-Петербургского императорского училища правоведения. Выпущен 10 (22) мая 1858 с правом на чин IX класса. С 11 (23) мая 1858 высочайше утверждён в чине титулярного советника и определён на службу в ведомство Министерства юстиции. Назначен на должность пристава следственных дел с.-петербургской городской полиции, ведомства 1-го департамента С.-Петербургской управы благочиния. Служил следственным приставом 2-го и 3-го участков Казанской части С.-Петербурга. Его контора (отделение) находилась в Полицейском доме Казанской части (ул. Офицерская, д. 28), близ Большого театра. С 11 (23) мая 1861 производится, за выслугу лет, в коллежские асессоры, с 11 (23) мая 1865 — в надворные советники.
С 7 (19) мая 1866 высочайше назначен на должность судебного следователя округа С.-Петербургского окружного суда. С 8 (20) мая 1866 распределён на должность судебного следователя 1-го участка г. Санкт-Петербурга. Специализировался на делах о фальшивомонетничестве и финансовом мошенничестве, преднамеренном банкротстве, подделке документов, государственных и банковских облигаций, векселей, завещаний и др. финансовых делах. Высочайшим указом от 13 (25) мая 1867, по засвидетельствованию министра финансов, о полезных трудах и примерной деятельности, оказанных при производстве «исследования» о подделке процентных бумаг, пожалован кавалером ордена Святого Владимира 4 степени.
С 29 мая (10 июня) 1868 переведён на должность судебного следователя Ямбургского уезда, ведомства округа С.-Петербургского окружного суда. В должность не вступил. С 27 июня (9 июля) 1868 уволен от службы согласно прошению. Будучи в отставке, с 24 сентября (6 октября) 1868 производится, по ведомству М-ва юстиции, в чин коллежского советника, с оставлением в отставке.
Был в отставке с 1868 по 1874 год. Согласно прошению, c 16 (28) декабря 1874 определён в службу вновь, в ведомство М-ва внутренних дел, прежним чином надворного советника, с причислением к министерству и откомандированием для занятий в Департамент полиции исполнительной. С 30 октября (11 ноября) 1875 производится, за выслугу лет, в коллежские советники. Временно исправлял должность столоначальника Департамента полиции исполнительной, с 1 (13) августа 1880 назначен старшим столоначальником того же департамента, а уже с 1 (13) декабря 1880 оставлен за штатом чиновников министерства. В том же — 1880, пожалован орденом Святой Анны 2 степени.
Состоял за штатом министерства с 1880 по 1882 год. С 23 февраля (7 марта) 1882 причислен вновь, по прошению, к Министерству внутренних дел. Состоял при министерстве с 1882 по 1890 год, без содержания. С 23 февраля (7 марта) 1882 производится, за выслугу лет, в статские советники, а с 1 (13) января 1889 пожалован, за отличие, в действительные статские советники, с оставлением при министерстве.
Одновременно, с 5 (17) сентября 1884 по 29 января (10 февраля) 1886 года, избирался с.-петербургским участковым мировым судьей, по ведомству М-ва юстиции.
C 24 декабря 1890 (5 января 1891) переводится в ведомство Министерства юстиции, с причислением к министерству и с откомандированием в С.-Петербургский коммерческий суд, для участия в разрешении дел на правах члена суда. Последующие двадцать семь лет — с 24 декабря 1890 по 1 (14) мая 1917 года, служил судьей С.-Петербургского (Петроградского) коммерческого суда, как прикомандированный член суда от правительства в лице М-ва юстиции. Одновременно с той службой в коммерческом суде, с 1896 по 1899 год был назначен, сверх штата, состоящим за обер-прокурорским столом в IV (апелляционном) департаменте, а с 1899 по 1916 год — состоящим, сверх штата, за обер-прокурорским столом в Департаменте герольдии Правительствующего Сената. Действительный член Юридического общества при С.-Петербургском университете.
За почти три десятка лет службы судьей С.-Петербургского (Петроградского) коммерческого суда Лоссовский участвовал, в том числе и как председатель судебных заседаний, в рассмотрении сотен дел по экономическим спорам, о несостоятельности, преднамеренном банкротстве и финансовом мошенничестве. От правительства назначался наблюдательным членом многих высочайше учреждаемых специальных комиссии по делам о несостоятельности как различных обанкротившихся банков, компаний, торговых домов и товариществ, так и частных лиц. Одним из наиболее громких дел того времени стало банкротство старейшей банкирской конторы России, товарищества на вере «А. А. Печенкин и К°». Вскоре под домашний арест за мошенничество, в связи с этим же делом, отправилось всё руководство С.-Петербургского городского ломбарда. Лоссовский несколько раз избирался одним из трех товарищей председателя С.-Петербургского (Петроградского) коммерческого суда. Баллотировался на должность председателя суда, однако, избран не был.
Одновременно, Лоссовский участвовал в нескольких собственных экономических спорах, связанных с требованиями о взыскании долгов за счет движимого и недвижимого имения должников. Ко времени февральской революции 1917 года он стал не только самым старшим, как по возрасту, так и по старшинству службы, судьей Петроградского коммерческого суда, но и его самым старшим, по старшинству чина, действительным статским советником.

## Отставка
Отставка Н. А. Лоссовского от службы в 1868 году была связана с громким судебным процессом, в котором он участвовал. С 1866 года Лоссовский расследовал дело с.-петербургского присяжного поверенного, отставного губернского секретаря Д. Е. Звенигородского. Тот был назначен, по конкурсу, управляющим банкротством коллежского секретаря графа Л. Л. Оппермана. В нарушение действующего законодательства, не уведомив ни собрание кредиторов, ни конкурсный комитет, скупил его долги. Став основным кредитором, Звенигородский был отстранен от конкурсного производства, обвинен в злоупотреблении полномочиями, в неисполнении соглашения с отцом должника, сенатором, ген.-лейтенантом графом Л. К. Опперманом; в растрате, мошенничестве и присвоении 11 тыс. руб., заплаченных ему сенатором для удовлетворения долгов сына перед кредиторами; в подлоге документов, сговоре со свидетелями и др. Лоссовский арестовал Звенигородского и других лиц по его делу, и продержал их в заключении несколько месяцев, пока велось следствие.
В свою очередь, Д. Е. Звенигородский опубликовал в «Петербургской газете» пространное «заявление публике», в котором обвинил Лоссовского и других должностных лиц судебного ведомства по своему делу, называя их по фамилиям, в его незаконном аресте с целью завладения его имуществом. Представители судебной власти и полиции обвинялись в подлоге, разбое, грабительстве, воровстве, нанесении ему ран и «убийстве» его детей. Обвинял он следователя в сговоре и незаконной любовной связи со своей женой, с целью завладения его имуществом, и дерзко отзывался о постановлениях С.-Петербургского окружного суда по своему делу. «Петербургская газета» опубликовала несколько редакционных статей в поддержку Звенигородского и выдвинутым им обвинений.
Оскорбленные чиновники в долгу не остались. Были поданы судебные иски от полиции, судебного следователя, прокурора и судьи. Редактора-издателя «Петербургской газеты» и Звенигородского обвинили в клевете на судебную систему, поскольку статьи заключали в себе: «1) оскорбительные и направленные на колебания общественного доверия отзывы о постановлениях и распоряжениях судебных установлений; 2) суждения, направленные против чести, достоинства и доброго имени судебного следователя С.-Петербургского окружного суда Лоссовского (подавшего на это жалобу), и других должностных лиц судебного ведомства, поименованных в статье Звенигородского по фамилиям, и 3) оскорбительные для тех лиц злословия и брань». Кроме того, к рассмотрению был присоединен иск С.-Петербургской управы благочиния, которая «Петербургской газетой» обвинялась в том, что подвергает несостоятельных должников аресту без судебного приговора, что её действия противозаконны и что если управа будет закрыта, то этим будет пресечено множество злоупотреблений.
В полемику о следственном судопроизводстве включились другие столичные газеты. В итоге дело Звенигородского и Лоссовского превратилось в несколько самостоятельных судебных процессов, длившихся на протяжении 1867—1869 годов и вызвавших неподдельный интерес публики. С.-Петербургская судебная палата, в своем публичном заседании от 25 апреля (7 мая) 1867, возбудила в отношении Лоссовского дисциплинарное производство, на предмет обоснованности и законности применения им такой меры наказания, как арест. В общем заседании гражданского и уголовного департаментов от 29 мая (10 июня) 1868, С.-Петербургская судебная палата признала Лоссовского виновным в нарушении формальных норм следствия и вынесла ему письменное предостережение. Это был первый публичный приговор судебному следователю в России, чья власть в отношении предварительного ареста подозреваемых фактически ничем не ограничивалась, в злоупотреблении полномочиями и нарушении норм следствия. В тот же день Лоссовский был переведён судебным следователем из С.-Петербурга в Ямбургский уезд С.-Петербургской губернии. Однако, от назначения он отказался и подал прошение об отставке. Жалоба, поданная им в кассацию Сената с обжалованием дисциплинарного взыскания, определением сенатского суда от 31 января (12 февраля) 1869 была оставлена без удовлетворения, а решение С.-Петербургской судебной палаты — в силе.
Отклик в обществе был таков, что материалы дела Звенигородского были изданы отдельной брошюрой и продавались в лучших книжных магазинах столицы:
- Судебный процесс Д. Е. Звенигородского в Уголовном кассационном департаменте. — СПб.: тип. М. О. Эттингера, 1868.

Материалы дисциплинарного дела Лоссовского были включены в пособия для судебных следователей:
- Практическое руководство для судебных следователей. Т. 1. Ч. 1. [Текст]. Согласовано с законами и распоряжениями по 1 июля 1891 г. / Сост. член Виленского окружного суда А. А. Соколов. — Вильна: тип. А. Г. Сыркина, 1891.

## Награды
- Орден Святого Владимира 4 степени (13.05.1867)
- Орден Святой Анны 2 степени (1880)
- Медаль «В память царствования императора Александра III» (1896)
- Орден Святого Владимира 3 степени (1.01.1898)
- Орден Святого Станислава 1 степени (1.01.1903)
- Знак «В память 200-летия Правительственного Сената 1810-1910 гг.» (1911)
- Медаль «В память 300-летия царствования дома Романовых» (1913)

## Семья
- Отец — штабс-капитан Казанского драгунского полка, затем штабс-ротмистр и ротмистр Глуховского кирасирского полка, отставной подполковник и кавалер А. Н. Лоссовский, невельский уездный предводитель дворянства в 1839 году. По раздельному акту от 10 (22) января 1833, совершенному в Невельском уездном суде, между братьями и сестрами: поручиком Ильей, штабс-капитаном Казанского драгунского полка и кавалером Константином, подполковником и кавалером Александром, Иозефиной Сальманович и девицей Естерой Осиповыми (детьми Иосифа) Лоссовскими, — владел родовым имением в селах Пахомово и Чернолесье, с деревнями: Жуково, Грибово, Шиперово, Филаново, Красногорье, —  и пустошами, Невельского уезда, Витебской губернии[20]. По 9-й ревизии — 1850, в том имении за ним 134 муж. пола душ. Имение в с. Пахомово наследовали его вдова и сыновья: Николай и Юлий-Цезарь-Антон. Был женат на девице Леокадии Фадеевой Соколовской. В 1839 году, будучи невельским уездным предводителем дворянства, купил[21] имение в дер. Кашкино, Витебского уезда, в числе 17-ти муж. пола душ, с землей, к оной деревне принадлежащей, пустошью Осиновкой и всеми угодьями, от помещика Генриха Георгиева Лоссовского, за 4 250 руб. ассигнациями[22].
- Младший брат — генерал-майор (5.12.1906; при отставке) Юлий-Цезарь-Антон Александров Лоссовский (27.08.1848—?), участник Русско-японской войны, командир 209-го пехотного Николаевского и 209-го пехотного резервного Николаевского полков.
- Дед — коллежский советник и кавалер Иосиф Александров Лоссовский (?—21.06.1829), сын невельского помещика, Полоцкого наместничества шляхтича Александра Козьмина Лоссовского. Дворянский заседатель I-го департамента Верхнего земского суда Полоцкого наместничества, участник Отечественной войны 1812, невельский поветовый маршал с 1815 по 1818 год; в 1823 принял обет францисканского ордена Терциариев с именем Антанаса (Антония); с 22 июля (3 августа) 1826 рукоположен во священники Сокольнического монастыря[23], с разрешением служить Мессу Девы Беаты[24][25]. Был женат на девице Розе-Марциане Мохучной (Могучей). Их дети: поручик Илья, штабс-капитан Константин, подполковник Александр; дочери: Иозефина, в замужестве Сальманович, и Естера. Кроме невельского, владел имением в с. Василивщизна (Василевщина), с деревнями Белогурово и Езерницы, Себежского повета (уезда), Витебской губернии, которое наследовал, по полюбовному разделу, штабс-капитан Константин Иосифов Лоссовский.
- С 10 (22) мая 1867 первым и единственным браком[26] Н. А. Лоссовский был женат на Надежде Петровне Чулковой (1831[27]  или 1834[28]—16.05.1898), православной, 33-летней вдове умершего 42-летнего подполковника Василия Ивановича Чулкова (21.01.1818—5.04.1860), состоявшего по армейской пехоте и служившего на должности полицмейстера Экспедиции заготовления государственных бумаг. В «Петербургском Некрополе» действительная статская советница Н. П. Лоссовская ошибочно показана как урождённая девица Чулкова[29]. Она умерла от хронического туберкулеза, была похоронена на Волковском православном кладбище. От той же болезни умер и её первый супруг – подполковник В. И. Чулков, который был похоронен на том же кладбище. Поручители невесты: смотритель за рабочими Экспедиции заготовления государственных бумаг, коллежский советник Михаил Петрович Литвинов, и Гвардейского экипажа отставной капитан 2-го ранга, граф Николай Иванович Стенбок.

Их дети:
- Совместная дочь — Надежда Николаевна Бабина (03.06.1867—не ранее 1917). Крещена 18 (30) июня 1867 в С.-Петербурге. Восприемники: смотритель за рабочими Экспедиции заготовления государственных бумаг, коллежский советник Михаил Петрович Литвинов и жена отставного надворного советника Александра Петровна Осипова[30]. С 11 (23) ноября 1888 вышла замуж за 25-летнего корнета 6-го лейб-Драгунского Павлоградского Его Величества полка Александра Александровича Бабина (1863—1908)[31]. Поручители жениха: коллежский регистратор Александр Константинович Штрандтман[32] и 6-го лейб-Драгунского Павлоградского Его Величества полка корнет князь Сергей Александрович Вяземский; по невесте: подпоручик 1-го железнодорожного батальона Алексей Михайлович Клокачев, и воспитанник Императорского училища правоведения Анатолий Васильевич Клокачев[33]. После смерти мужа вдовой ротмистра жила вместе с отцом в С.-Петербурге, по ул. 5-й Рождественской, д. 11—13. Их дочь — Ксения Александровна Бабина (24.09.1889—?). Крещена 11 (23) октября 1889 в С.-Петербурге. Восприемники: дед — действительный статский советник Николай Александрович Лоссовский, и бабка — жена отставного гвардии ротмистра Юлия Константиновна Бабина[34]  (в первом браке — баронесса Притцвиц[35]).
- Падчерица Н. А. Лоссовского и дочь от первого брака Н. П. Лоссовской — девица Надежда Васильевна Чулкова (13.08.1859—?). Крещена 17 (29) сентября 1859 в С.-Петербурге. Восприемники: Гвардейского экипажа отставной капитан 2-го ранга граф Николай Иванов Стенбок и умершего штаб-доктора, коллежского асессора Василия Христианова Калибе, дочь девица Агриппина Васильева[36].